# Manuel Abril
Manuel Abril (Madrid, 1884 - 1943) va ser un escriptor de molt diversos interessos: poeta, novel·lista, traductor, periodista, crític literari i d'art.

## Obra
Poesia
- Canciones del corazón y de la vida (1906)
- Hacia la luz lejana (1914)
- Felipe Trigo, su vida, su obra, su moral (1917).

Monografies
- Julio Romero de Torres
- Ramon Casas

Traduccions
- Monografia sobre Leonardo Da Vinci, el volum VI de la història de l'art de Karl Woeman, l'Adolfo de Benjamí Constant i obres de Vigny i de Txékhov.
- De la naturaleza al espíritu. Ensayo critico de pintura contemporánea desde Soraya a Picasso - Primer premi de Literatura del Concurso Nacional (1934)

Teatre
- La princesa que se chupaba el dedo
- Cuento burlesco en tres actos
- Viaje al portal de Belén

Contes
- Colección diablos y diabluras
- Aventuras asombrosas
- Aventuras de animales

Novel·la
- La salvación
- Sociedad de seguros del alma (1926)